# Sara Pichelli
Sara Pichelli (Amatrice, Provincia de Rieti, 15 de abril de 1983) es una dibujante y entintadora italiana de historietas, popular por sus ilustraciones en Ultimate Comics: Spider-Man dándole vida e identidad a Miles Morales.

## Biografía
Sara Pichelli hizo su debut en 2007 con una historieta en la antología Sesso col coltello de Alda Teodorani.
Después de comenzar su carrera en la animación, Pichelli entró en la industria del cómic trabajando para la compañía IDW Publishing antes de unirse a Marvel Comics en 2008 al ser descubierta en una búsqueda de talento internacional. En 2011 Pichelli ganó en las categorías «mejor artista» y «mejor debutante» concedidos por los premios Stan Lee, y en ese mismo año ganó el premio «Favourite Newcomer Artist» de Premio Eagle.

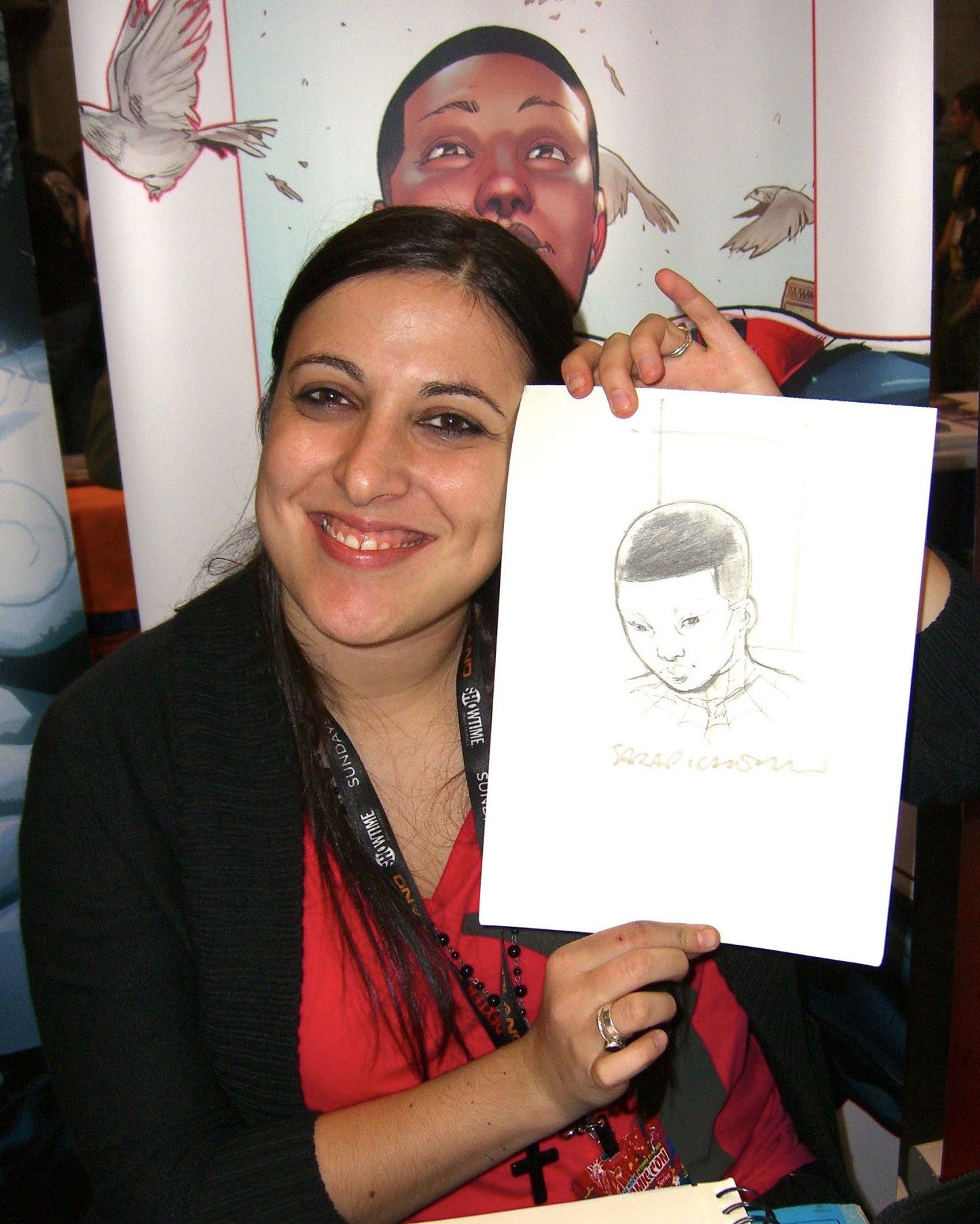
La artista Sara Pichelli presenta un boceto de Miles Morales durante la convención anual Comic Con de Nueva York (2011).

## Recepción
Pichelli ganó el Premio Eagle de la categoría «Favourite Newcomer Artist», venciendo a Rafael Albuquerque, Fiona Staples, Sean Murphy y Bryan Lee O'Malley, todos nominados en la categoría. El redactor jefe de Marvel Mark Paniccia dijo sobre ella: «Cada vez que veo páginas nuevas de Sara puedo notar como continua creciendo como artista. Es increíble ahora y no puedo imaginar como será en un año».